# Sörberge gravkapell
Sörberge gravkapell är ett gravkapell som tillhör Timrå församling i Härnösands stift. Kapellet med kyrkogård ligger i norra delen av Timrå mellan Indalsälven och E4:an.

## Kapellet
Kapellet med tillhörande klockstapel uppfördes 1931 efter ritningar av arkitekt Harald Wadsjö i Stockholm. 1973 byggdes kapellet om efter ritningar av arkitekt Erik Vagn Christensen. 1982 genomfördes en ny om- och tillbyggnad då kapellet förlängdes sex meter åt väster. Ett bistättningsrum och ett förberedelserum tillkom och kylanläggning installerades. Även denna gång var ritningarna gjorda av Erik Vagn Christensen.
Kapellet är byggt av murverk och täcks av ett spånklätt valmat sadeltak av trä. Ovanför altaret finns en freskmålning utförd av A. Stenholm som föreställer Jesu uppståndelse. På målningens nederdel finns texten "Kristus har gjort dödens makt om intet".
Vid ingången till kyrkogården står klockstapeln med ett runt spånklätt tak. Ovanpå taket står en takkalott på sex pelare i vilken kyrkklockan hänger. Takkalotten kröns med spira och kors. Klockstapelns nederdel, som är murad av sten och vitputsad, fungerar som stiglucka.

### Webbkällor
- Timrå församling
- Bebyggelseregistrets byggnadspresentation